# Гайок (Олександрійський район)
Гайо́к — село в Україні, в Олександрійській міській громаді Олександрійського району Кіровоградської області. Населення становить 15 осіб.

## Населення
Згідно з переписом УРСР 1989 року чисельність наявного населення села становила 23 особи, з яких 8 чоловіків та 15 жінок.
За переписом населення України 2001 року в селі мешкало 14 осіб.

### Мова
Розподіл населення за рідною мовою за даними перепису 2001 року:
| Мова       | Відсоток |
| ---------- | -------- |
| українська | 93,33 %  |
| російська  | 6,67 %   |